# Peteroma latizonata
Peteroma latizonata är en fjärilsart som beskrevs av George Francis Hampson 1926. Peteroma latizonata ingår i släktet Peteroma och familjen nattflyn. Inga underarter finns listade i Catalogue of Life.